# کوکو-باز بزرگ
کوکو-باز بزرگ (نام علمی: Hierococcyx sparverioides) یک گونه کوکو از تیرهٔ کوکویان (Cuculidae) است. پراکنش زادآوری پهناوری از آسیای معتدل در امتداد هیمالیا تا شرق آسیا دارد. بسیاری از جمعیت‌ها در جنوب بیشتر زمستان‌گذرانی می‌کنند. آنها به دلیل صداهای بلند و تکراری خود که شبیه صدای کوکو-باز معمولی است، اما در حالت اوج بلند نمی‌شوند، شناخته شده‌اند. آنها همچنین تا حدودی بزرگ‌تر هستند و بزرگسالان را می‌توان به راحتی جدا از کوکو-باز معمولی کوچک‌تر توسط لکه سیاه روی چانه تشخیص داد. آنها انگل زادآوری لیکوها و توکاهای خندان هستند.

## پراکنش
در بنگلادش، بوتان، کامبوج، چین، هند، اندونزی، لائوس، مالزی، میانمار، نپال، پاکستان، فیلیپین، سنگاپور، تایوان، تایلند و ویتنام یافت می‌شود. به عنوان یک سرگردان در جزیره کریسمس یافت شد. زیرگونه H.s. bocki از شبه جزیره مالایی، سوماترا و بورنئو معمولاً یک گونه جداگانه، کوکوباز تیره در نظر گرفته می‌شود.

## زیستگاه
زیستگاه طبیعی آن جنگل‌های معتدله و جنگل‌های حرا نیمه‌گرمسیری یا گرمسیری است.